# CLNS
CLNS (Servicio No Orientado a Conexión), en telecomunicaciones, es un servicio que establece la comunicación entre entidades sin necesidad de establecer una conexión entre ellas. Cuando una entidad tiene información para transmitir, sencillamente la envía, (tramas, paquetes, bloques, etc.).

## Funcionamiento
El proveedor trata cada objeto de información de forma independiente y autónoma, incluso aunque se trate de un conjunto de objetos pertenecientes al mismo mensaje. El usuario confía simplemente en que cada objeto ha de llegar a su destino más pronto o más tarde.
Los servicios orientado y no orientado a conexión, se suelen asimilar con los servicios telefónico y postal respectivamente. El sistema telefónico es un ejemplo de servicio orientado a conexión, mientras que el sistema postal es un servicio no orientado a conexión. Esta analogía es perfectamente aplicable a la funcionalidad y a la lógica de los servicios CONS y CLNS.
En el servicio no orientado a conexión, las SDU (unidades de datos de servicio) se intercambian directamente entre los SAP “pares” sin que previamente se haya establecido una conexión. Por tanto, la transmisión de cada una de las SDU (PDU) es independiente de las SDU enviadas antes o de las que se vayan a enviar después.
Dado que cada SDU (PDU) ha de viajar hacia el usuario destino de forma autónoma, es necesario que incorpore toda la información relativa a su localización y facilidades del servicio. Así, la información de control (ICI) que se transfiere (IDU) desde la “capa N+1” a la “capa N” ha de contener todos los datos para el direccionamiento completo de cada SDU (PDU).
En consecuencia un servicio CLNS sólo necesita ejecutar la fase “transferencia de la información”, (no hay establecimiento ni liberación) y se puede definir sencillamente con las primitivas de “petición” y de “indicación”, (elemento de servicio del tipo “no confirmado”)
El servicio sin conexión es muy fácil de implantar en la capa correspondiente ya que esta apenas añade funciones adicionales que permitan mejorar el servicio ofrecido por la capa inferior. El proveedor del servicio CLNS no tiene que ocuparse de resolver los problemas ocasionados por la posible pérdida de los objetos (paquetes, tramas, etc.), su duplicación o porque lleguen fuera de secuencia.

## Diferencias entre CLNS y CONS
CLNS: Servicios no Orientados a Conexión
CONS: Servicios Orientados a Conexión
|                              | Red CLNS (datagramas)                                                                                           | Red CONS (circuitos virtuales)                                                                                              |
| ---------------------------- | --- | --- |
| Establecimiento conexión     | No Orientado a Conexión, no es necesaria la conexión                                                            | Orientado a Conexión, es necesaria la conexión                                                                              |
| Direccionamiento             | Conmutación de paquetes, encaminamiento independiente para cada paquete, dirección completa de origen y destino | Conmutación de circuitos, mismo encaminamiento para todos los paquetes, cada paquete contiene el número de Circuito Virtual |
| Información de estado        | No se conserva información de estado                                                                            | Cada router o nodo intermedia ha de conocer todos los CV's existentes que hay cada momento                                  |
| Routing                      | La ruta es independiente para cada datagrama                                                                    | La ruta se establece al elegir el circuito virtual y todos los paquetes seguirán este camino                                |
| Efecto de fallo en un router | Se pierden los paquetes que se están transmitiendo                                                              | Los nodos afectados dejan de comunicar e intentan buscar un nuevo circuito virtual para transmitir                          |
| Calidad de servicio          | Difícil control de paquetes                                                                                     | Fácil el control de paquetes                                                                                                |
| Control de congestión        | Difícil, pero es más flexible ante congestiones en la red                                                       | Fácil |
| Control de errores y flujo   | Fácil | Control de flujo fácil y de errores, porque se transmiten los paquetes en orden secuencial                                  |